# Svédország miniszterelnöke
Svédország miniszterelnöke (svédül statsminister, szó szerinti fordításban államminiszter) a kormányfő Svédországban. A hivatal 1876-ban jött létre. Korábban nem különült el az államfői poszttól. Ezt a király tölti be, akinek a miniszterelnöki poszt létrehozása előtt a végrehajtó hatalom is a kezében volt. Az ország első miniszterelnöke  Louis Gerhard De Geer volt. Az ő nevéhez fűződik a kétkamarás Rikstag létrehozása is 1866-ban, a több évszázadig működő rendi parlament, a Riksens ständer helyett.  
Jelenleg (2022 október 18-tól) a mérsékelt Ulf Kristersson tölti be a posztot. A következő rendes választást 2026. szeptember 14-én tartják Svédországban.

Még élő korábbi miniszterelnökök
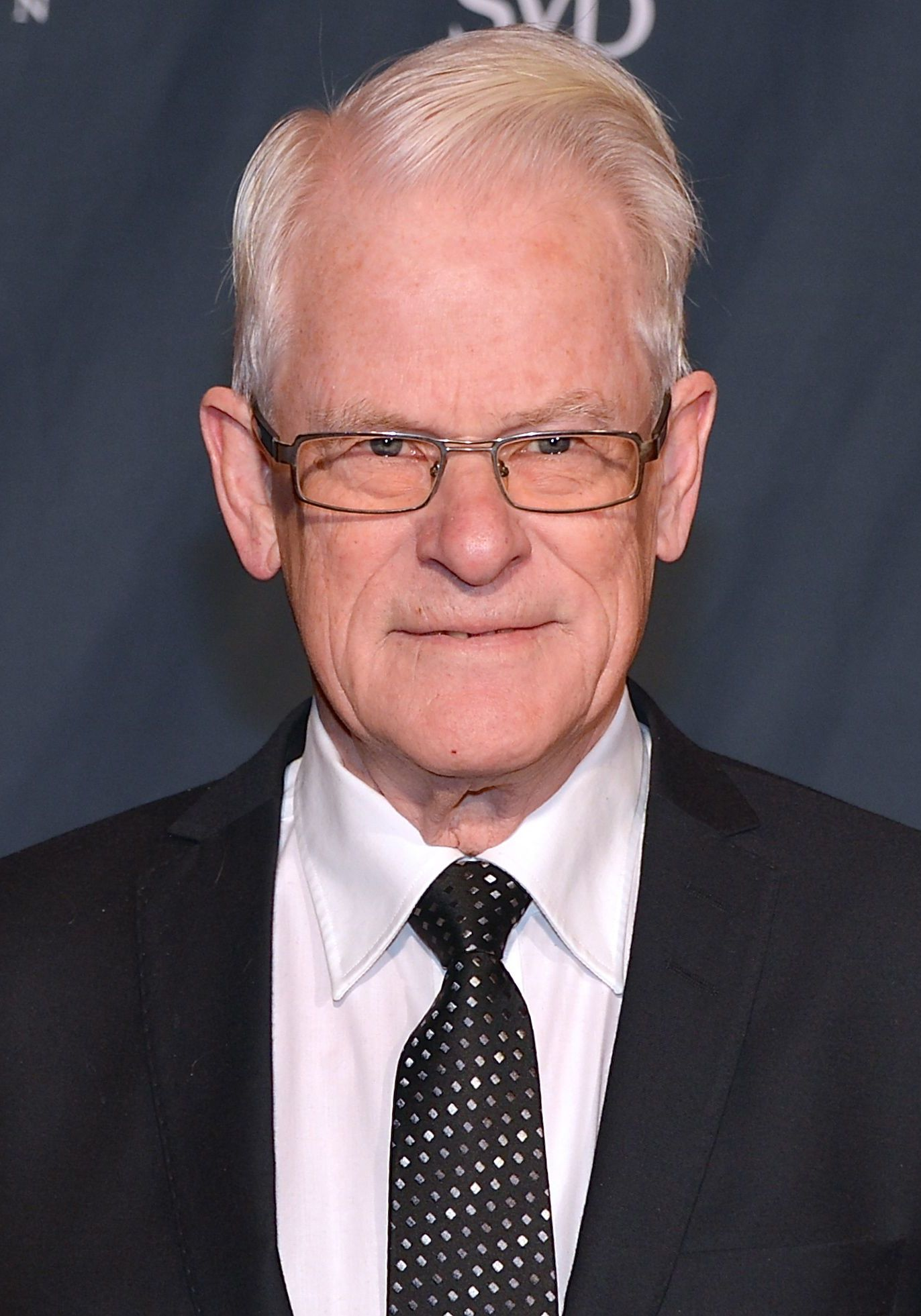
Ingvar Carlsson született 1934. november 9. (90 éves) hivatalai: 1986–1991 és 1994–1996
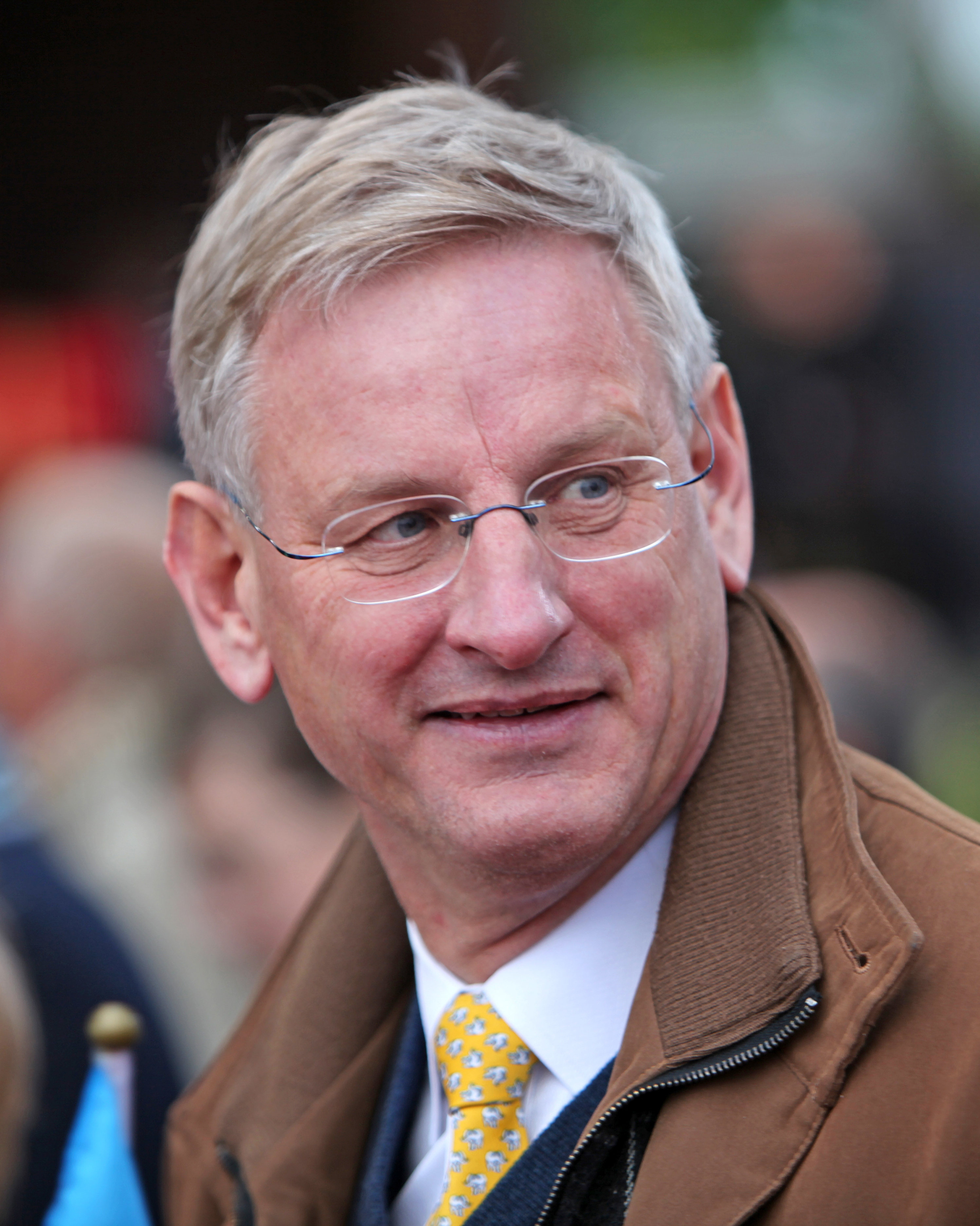
Carl Bildt született 1949. július 15. (75 éves) hivatala: 1991–1994
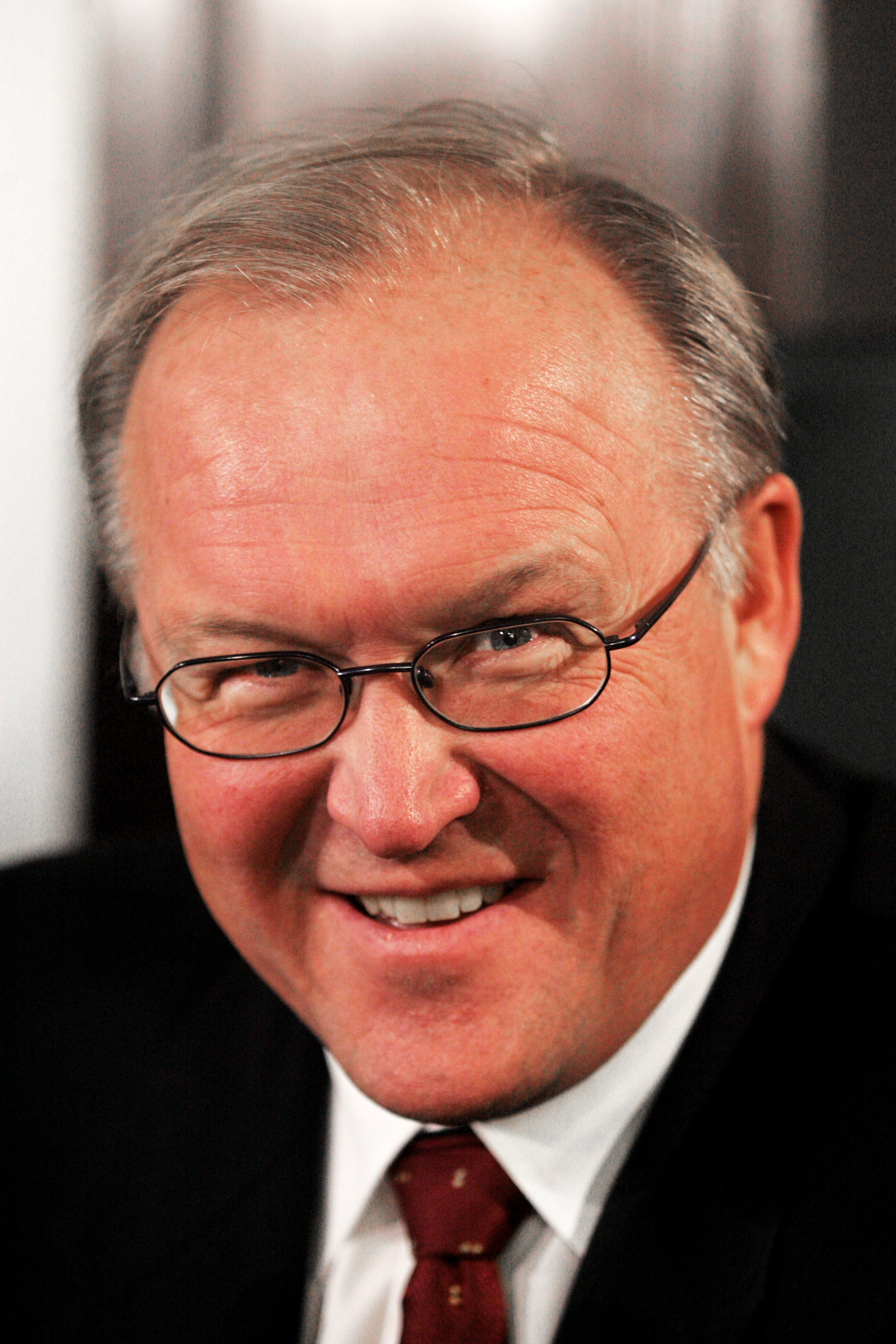
Göran Persson született 1949. január 20. (76 éves) hivatala: 1996–2006
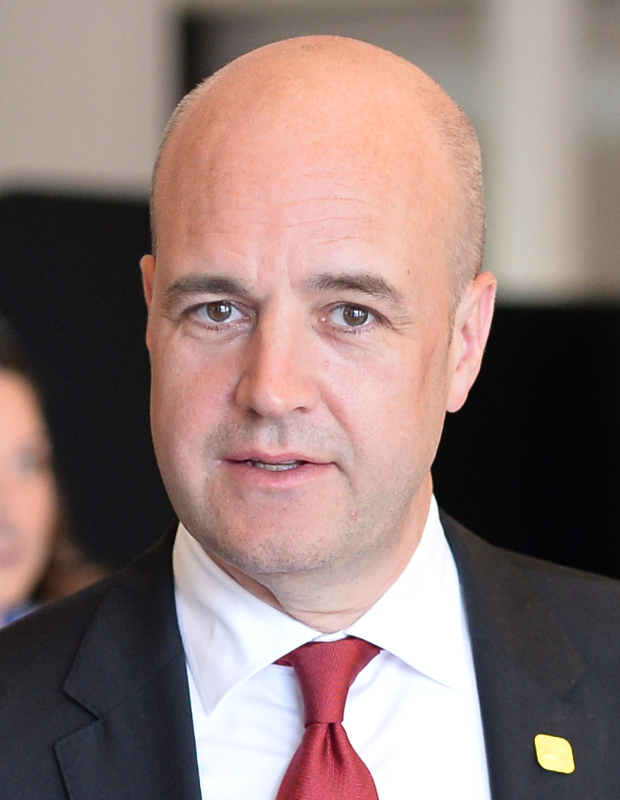
Fredrik Reinfeldt született 1965. augusztus 4. (59 éves) hivatala: 2006–2014
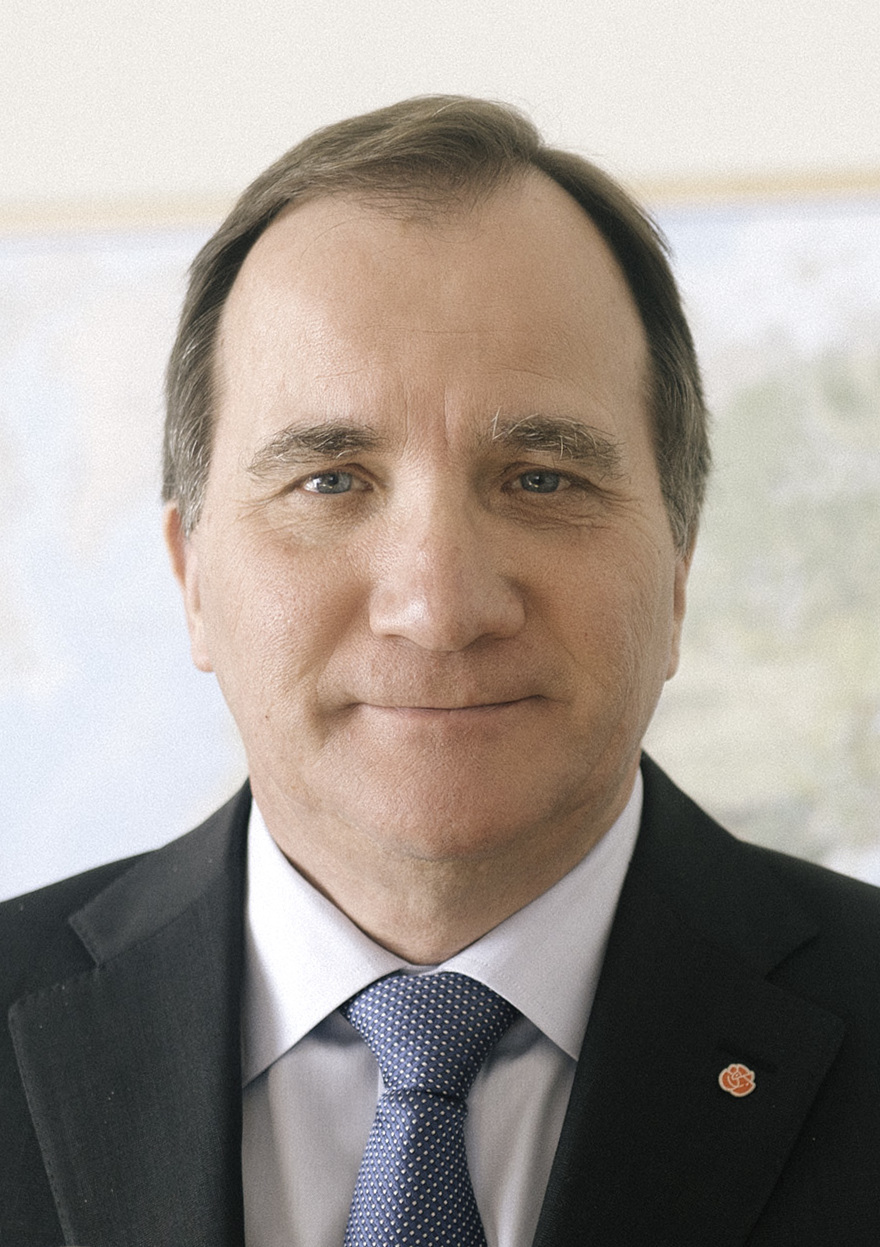
Stefan Löfven született 1957. július 21. (67 éves) hivatala: 2014–2021
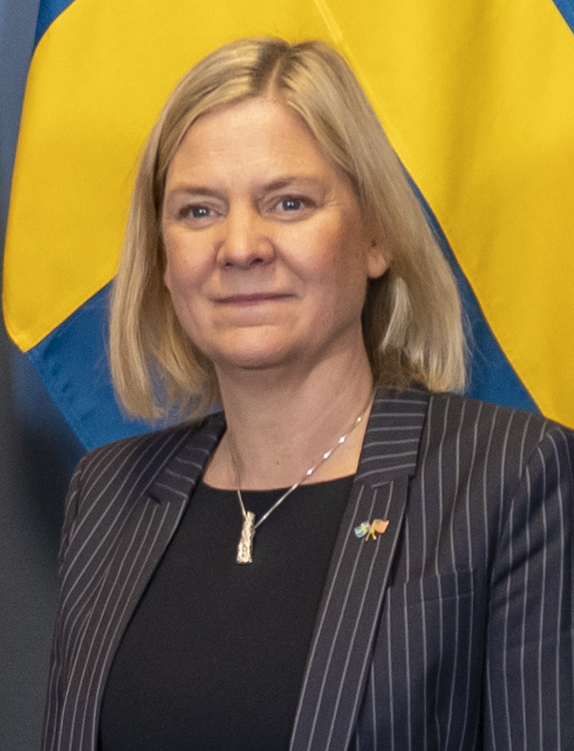
Magdalena Andersson
született 1967. január 23. (58 éves)
 hivatala: 2021–2022

## Galéria

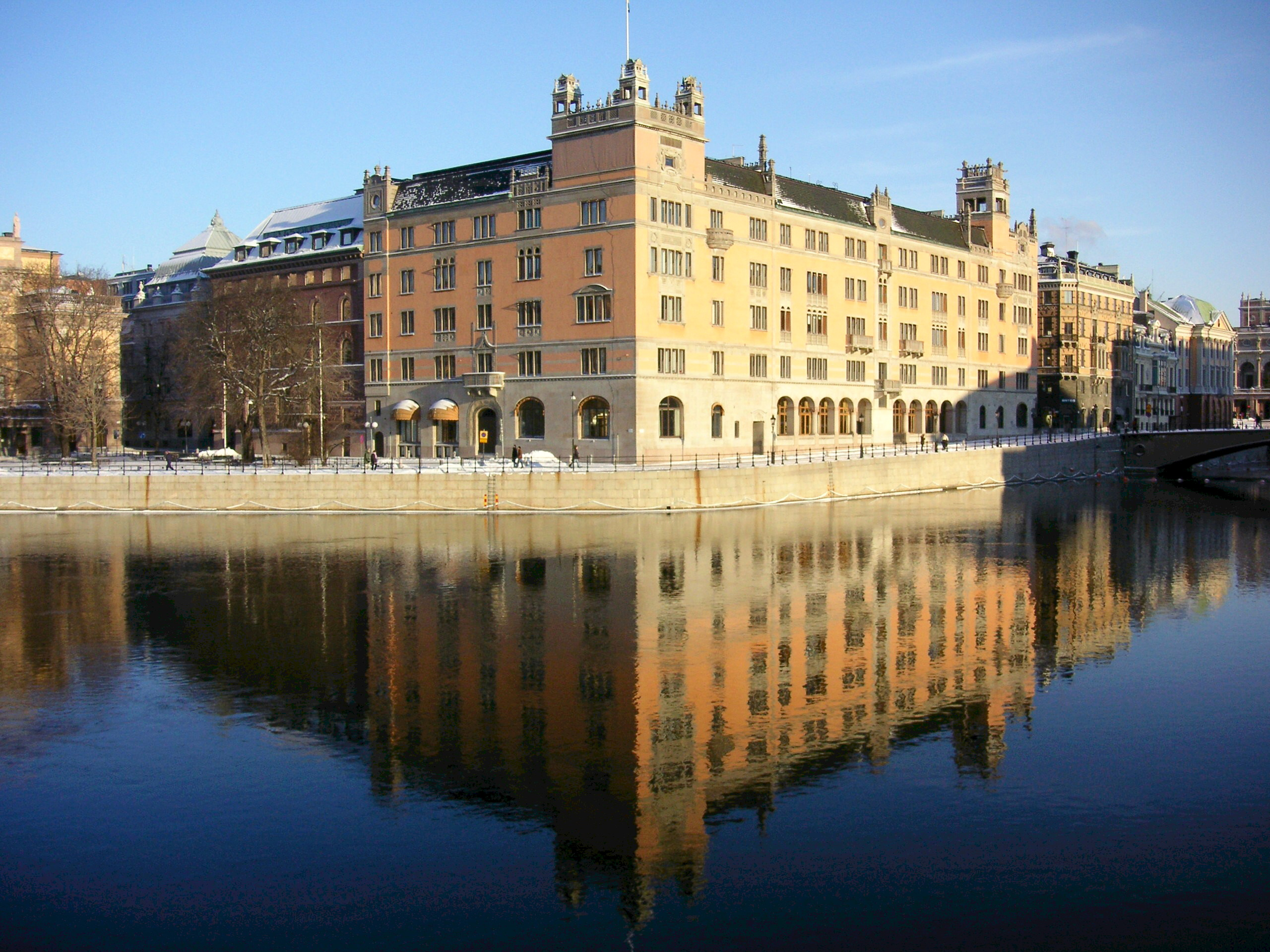
A Rosenbad épület, amely miniszterelnöki hivatalként (Statsrådsberedningen) szolgál 1981 óta.
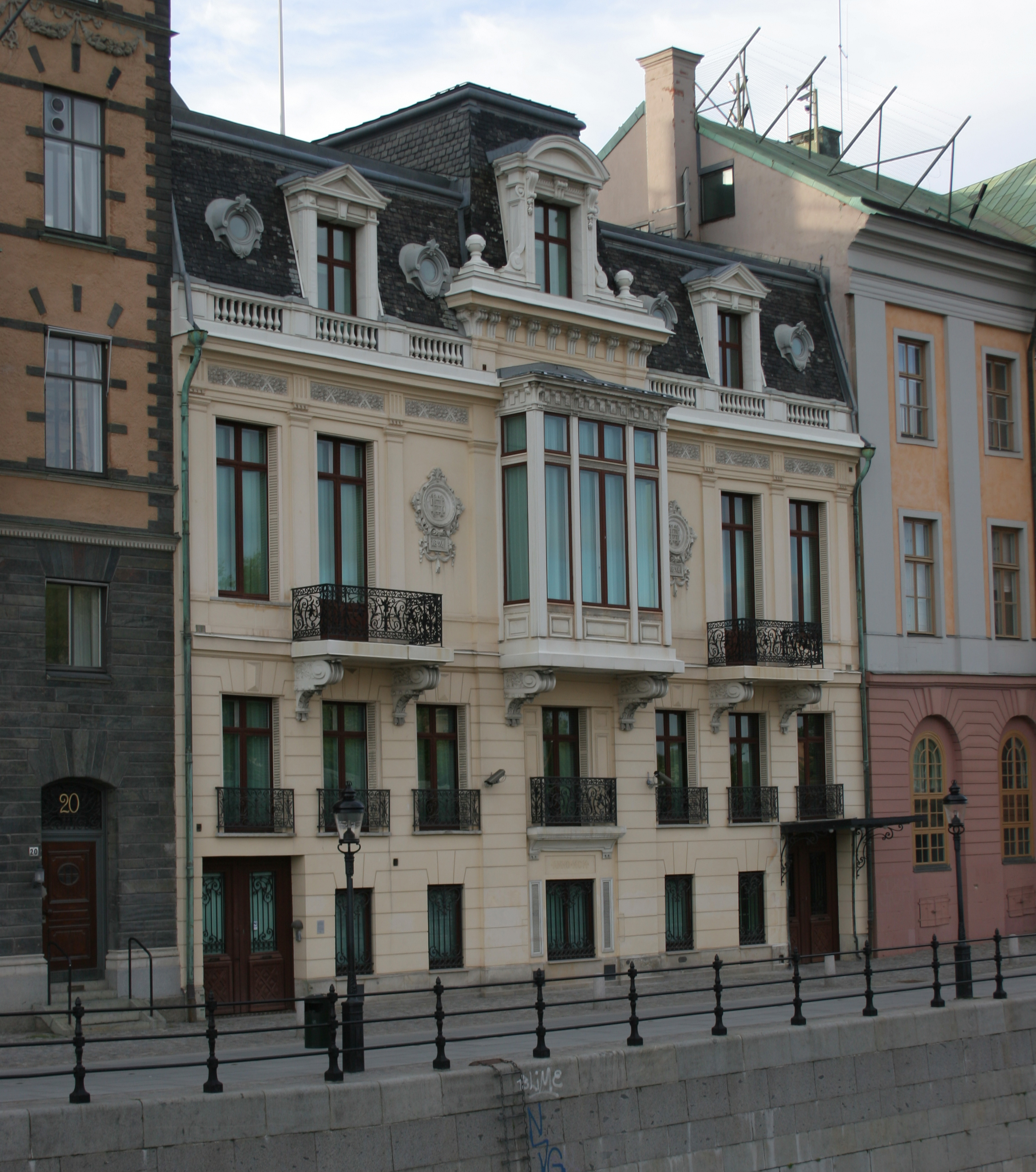
A Sager palota, a svéd miniszterelnök hivatalos rezidenciája.
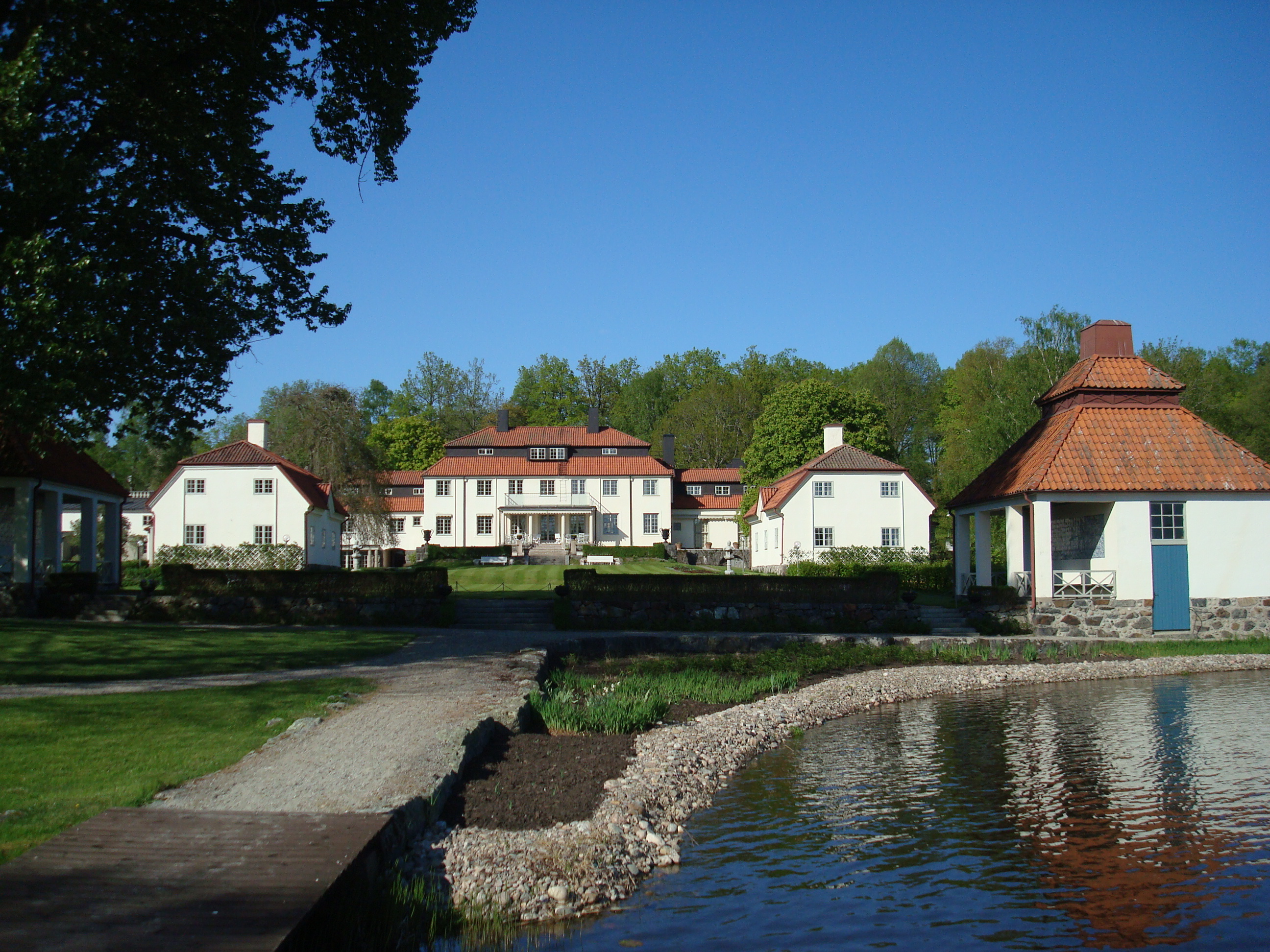
A Harpsund birtok, a miniszterelnök vidéki rezidenciája 1953 óta.
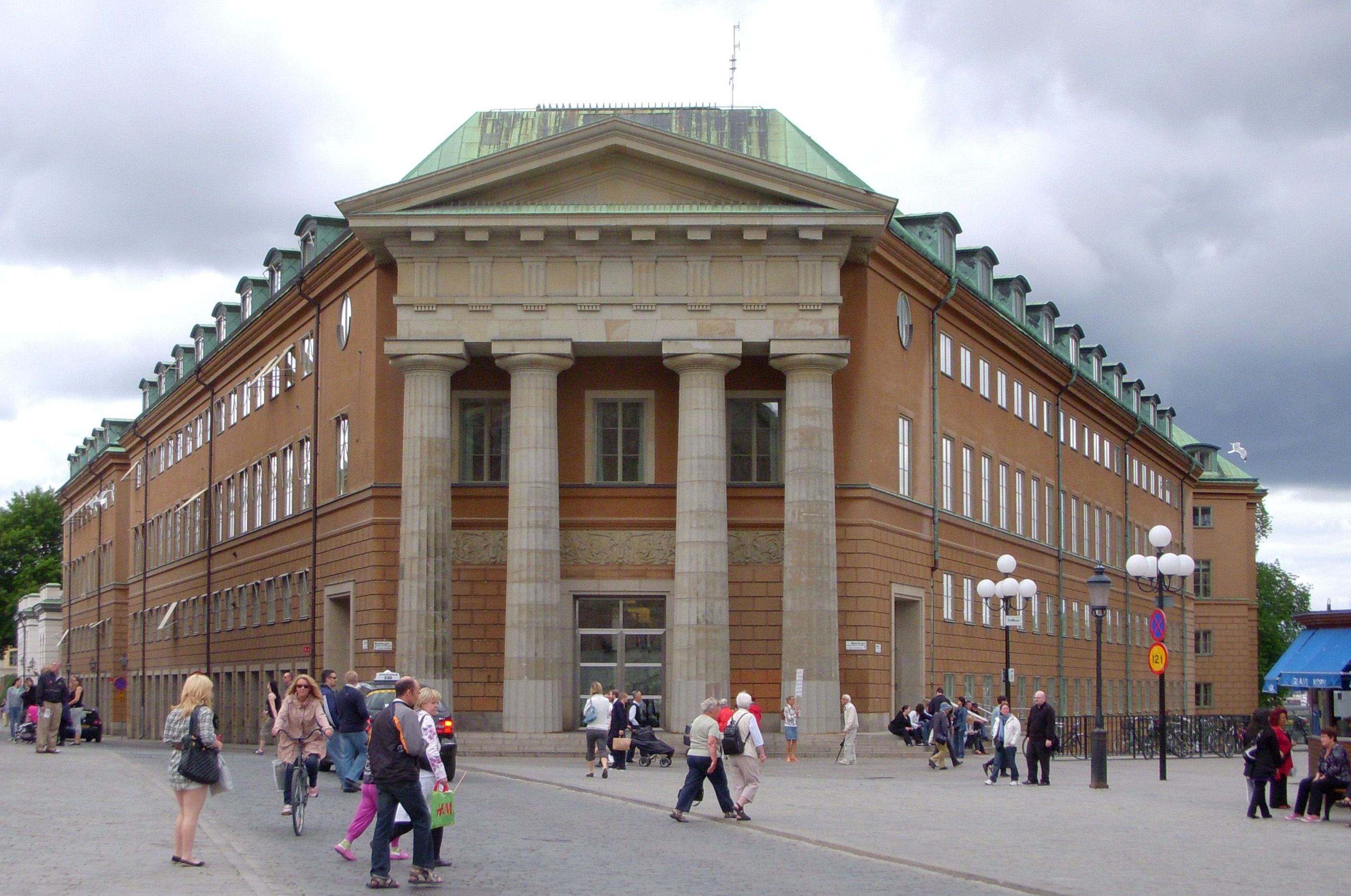
1981 előtt a Kanslihusetben volt a miniszterelnöki hivatal. Ma a Riksdag irodáinak ad otthont.

## Külső hivatkozás
- A miniszterelnöki hivatal, honlap

## Fordítás
Ez a szócikk részben vagy egészben  a   Prime Minister of Sweden című angol Wikipédia-szócikk ezen változatának fordításán alapul.  Az eredeti cikk szerkesztőit annak laptörténete sorolja fel. Ez a jelzés csupán a megfogalmazás eredetét és a szerzői jogokat jelzi, nem szolgál a cikkben szereplő információk forrásmegjelöléseként.